# Руско-грузинска война
Руско-грузинската война, Войната в Южна Осетия или Кавказки конфликт през 2008 година е военен конфликт между Грузия, от една страна, и Русия, подпомагана от сепаратисти от Южна Осетия и Абхазия, от друга.
Конфликтът ескалира през юли 2008, когато след взаимни провокации между грузински войници и южноосетински милиции избухват престрелки и обстрел на позиции. В ранните часове на 8 август грузински войски започват офанзивна операция за връщането на контрола над Южна Осетия. След грузинското настъпление последва контраофанзива на руската армия, разположена в Северен Кавказ в подкрепа на южноосетинското правителство. След изтласкването на грузинските части от Южна Осетия се отваря втори фронт в Абхазия и се преминава в настъпление и превземането на селища в Централна и Западна Грузия. Данните за цивилните и военните жертви са противоречиви, а според Върховния комисариат на ООН за бежанците (UNHCR) общият брой на бежанците в региона е около 158 хил. души.

## Предговор

### История след разпада на СССР
Дошлият на власт през 2004 грузински президент Михаил Саакашвили поставя връщането на Аджария, Южна Осетия и Абхазия под контрола на Тбилиси като една от основните цели на управлението си. През същата година Аджария е интегрирана по мирен път, след като Русия се съгласява да изтегли своя военен контингент от Батуми.
В контекста на засилено сътрудничество със САЩ (в Ирак и Афганистан) и вероятно бъдещо членство в НАТО Грузия приема над 100 американски и германски инструктори да обучават нейните войници, изпраща войници на обучение и взима участие в редица взаимни учения със страни членки (виж Партньорство за мир). Заедно с това Грузия започва въоръжаване с чешко, украинско и друго оръжие със западен произход.
Грузия и САЩ оказват натиск над Русия за спиране на подкрепата ѝ за южноосетинското правителство. Русия от своя страна раздава руски паспорти на по-голямата част от негрузинското население на областта. През 2006 година в Южна Осетия двете страни провеждат конкуриращи се референдуми и избори за президент. Докато осетинците се изказват за подкрепа на пълната независимост на Южна Осетия, грузинците в Южна Осетия подкрепят конфедерация с Грузия.
Грузия обвинява Русия, че поддържа марионетно правителство в Цхинвали, тъй като южноосетинският президент Едуард Кокойти и няколко от министрите му са бивши руски военни и разузнавачи.

### Ескалация през 2008
На 5 януари 2008 година в Грузия е проведен необвързващ референдум за членство на кавказката република в НАТО, на които 77% от гласувалите се обявяват за присъединяване към евро-атлантическите структури.
Напрежението в региона се засилва непосредствено след обявената независимост на Косово, когато на 6 март Русия се оттегля от санкциите на ОНД, наложени на Абхазия през 1996. Именно в отговор на косовската независимост Руската федерация заявява, че „ще преосмисли отношенията си със самообявили се републики“. Абхазия и Южна Осетия изпращат призив за международно признание, повлияни от случващото се на Балканите. Шведският външен министър Карл Билд и комисарят по външните отношения на ЕС Бенита Фереро-Валднер „изразяват притеснение относно действията на Русия“ и „подкрепят териториалната цялост на Грузия“
На срещата на НАТО в Букурещ през април 2008 под натиска Русия, Германия и Франция отлагат приемането на Грузия в НАТО.
Напрежението се покачва на 20 април, когато Абхазките военновъздушни сили свалят грузински безпилотен самолет Хермес 450 с изтребител L-39. На следващия ден грузинското министерство на отбраната публикува видео, на което се вижда как МиГ-29 сваля безпилотния самолет. Впоследствие Русия отрича обвинението и твърди, че по това време в района не е имало руски изтребители. Москва обвинява и Грузия, че нарушава споразумението между двете страни от 1994 година и резолюцията на ООН за Абхазия, разполагайки и използвайки безпилотни самолети в областта, които могат да се използват за артилерийска навигация.
През май 2008 Русия изпраща над 300 войници в Абхазия от т.нар. железопътни войски, които да ремонтират и привеждат в експлоатация железопътната инфраструктура в областта. В отговор Грузия обвинява Русия, че руските войски приготвят маршрут за евентуално настъпление в Грузия и привежда своята армия в повишена бойна готовност.
През юни ОССЕ съобщава за почти всекидневни престрелки и провокации в конфликтните области, предприети от двете страни.
От 15 юли 58-а армия, заедно с 4-та военновъздушна армия на руските въоръжени сили провеждат с 8000 войници и 700 бройки военна техника мащабно учение в Северен Кавказ „Кавказ 2008“ близо до границата с Грузия, което води до допълнителна ескалация на положението В учението взимат тези войскови части на руската армия, които по-късно са използвани в руската офанзива в Грузия.
На 17 юли 1650 грузински, американски, украински, арменски и азербайджански военни превеждат редовните си взаимни учения (Immediate Response) около грузинската база Вазиани
На 27 юли 2008 на наблюдатели на ОССЕ е забранено от южноосетински части достъп до зона, за проверка на твърдение за изграждане и разширяване на нелегални позиции.
Късно на 1 август избухва конфликт между грузински и осетински войници. Грузия твърди, че южноосетинската армия е обстрелвала села на нейна територия. Южна Осетия отрича твърденията. На 3 август Южна Осетия обявява мобилизация и евакуация на населението. На 5 август руският посланик Юри Попов заявява, че в случай на конфликт Русия ще се намеси. Президентът Михаил Саакашвили нарежда на грузинските войски да прекратят огъня, но сраженията продължават. Грузинската страна съобщава за 10 загинали, включително цивилни и грузински миротворци, вследствие на артилерийския огън на южноосетинските сепаратисти. Едва часове след обявеното от него прекратяване на огъня, Саакашвили прави телевизионно обръщение, в което заявява намерението си да върне Южна Осетия под грузински контрол.

## Изходно положение

### Въоръжени сили на Грузия
Непосредствено преди началото на войната Грузия разполага с около 32 000 души редовен персонал, подкрепени от 240 000 резервисти. Общото оборудване в експлоатация включва 82 до 160 танка Т-72, още 110 танка Т-55, 256 артилерийски оръжия (вкл. миномети), подкрепени от ВВС с около 67 самолета и вертолета, и малък флот с 2 ракетни катера и още 17 патрулни лодки.

### Въоръжени сили на Южна Осетия
Южна Осетия не публикува данни относно въоръжените си сили, но според груби преценки те наброяват около 3000 души. Допълнително разполага с 3 вертолета и 87 танка, повечето от които Т-55 и малък брой Т-72.

### Въоръжени сили на Абхазия
Абхазия разполага с 35 -70 танка, от 5 до 10 хил. войници, 5 самолета и 2 вертолета. Русия осигурява финансови помощи на абхазкото правителство и е помагала при конфликти с грузинските военни.

### Участие на руски военни части
- Сухопътни войски

Първоначално се използват само части на 58-а руска армия, дислоцирана главно във Владикавказ и околността. 58-а руска армия оперира в координация с 4. военновъздушна армия и прехвърля над 6000 войници. През август 2008, непосредствено преди Руско-грузинската война година 58-армия руска армия разполага с 609 танка, почти 2000 БМП и БТР, 125 миномети и други оръдия, 190 установки Град и 450 зенитни системи, сред които 4 установки „Точка-У“.
- 76-а Псковска военно-десантна дивизия с общо 1554 войници, 98-военно-десантна дивизия с общо 598 войници от Ивановно[46]
- Спецназ
  - 690 войници от „спецназ“ на 45-и военно-десантен полк, дислоциран в Кубинка край Москва.[46]
  - „спецназ“ батальони „Изток“ и „Запад“, дислоцирани в Чечения (Special Battalions Vostok and Zapad)[47]
  - 22-ри „спецназ“ батальон
- Авиация, използвана от Русия – 4. военновъздушна армия
  - Изтребители – Су-27[48] (въздушно превъзходство); МиГ-25 (разузнаване)
  - Бомбардировачи – Ту-22М[49]; Су-24
  - Близка въздушна поддръжка – Ми-24, Су-25
  - Транспорт – Ми-8
- Черноморски Флот
  - Крайцер „Москва“

Допълнително руските части се подкрепят от различни паравоенни отряди, съставени от казаци, абхазци и северноосетинци.

## Бойни действия

### Грузинско настъпление
Грузия започва обстрел на южноосетинската столица на 8 август в 0:53 часа местно време с обикновена и ракетна артилерия от позициите си на граничните села Никоси и Ергнети и бомбардировки със самолети Су-25., нарушавайки споразумението от 1992. Тежката бомбардировка започва с ракетната артилерия в късните часове на 7 август и продължава няколко часа с включването на още артилерия. Към 4:45 сутринта на 8 август грузинският министър на интеграцията Темури Якобашвили съобщава, че Цхинвали е обграден от грузинската армия.
При щурма над Цхинвали грузинската страна използва гаубици и установки RM-70. След няколкочасови сражения в града с осетински войски, грузинските части настъпват с танкове и бронетранспортьори, загубват няколко танкове. Грузинците настъпват към Цхинвали във формация на обърнат триъгълник, като в двата края са 3. и 4. бригада, подпомогнати от артилерия и 2. бригада като резерв. Въпреки южноосетинския отпор към края на деня градът в по-голямата си част е превзет от грузинските сили. Още на сутринта грузинският министър по интеграцията Темур Якобашвили заявява, че градът е обграден и се контролира над две трети от грузинските части.
Според първоначалните руски и осетински оценки при щурма над Цхинвали се съобщава за над 2000 цивилни загинали и повече от 10 руски миротворци, убити от грузинските войски. Впоследствие броят на загиналите цивилни е занижен до 1400, но критикувана от няколко независими организации. Доктор от Цхинвали споделя за общо 44-ма загинали, докарани в болницата на града (моргата по това време не е работела, поради проблеми с електроснабдяването).
Малко след това Грузия обявява превзимането на селата Знаури, Зарабук, Хетагуров, Атоци, Хемо Окна, Дмениси, Мугути и Дидмуха и отсъплението на южноосетинските части.

### Руска контраофанзива

#### През Южна Осетия в Централна Грузия
Според официални грузински източници 150 руски танкове преминат казвазкия тунел Роки още в 5.30 мин и започват настъпление в посока Цхинвали. За щурма на Цхинвали са използвани освен частите на 58-а руска армия, 76-а Псковска военно-десантна дивизия, 98-военно-десантна дивизия с общо 598 войници от Ивановно, „спецназ“ на 45-и военно-десантен полк, дислоциран в Кубинка край Москва. и 22-ри „спецназ“ батальон. Атаката е подпомогната от на 4. военновъздушна армия и тежка артилерия. При сраженията е ранен командира на 58-руска армия генерал Анатолий Хрульов. Грузински части се опитват да спрат руското настъпление, като подготвят за взривяване на стратегически мост при Курта, няколко километра северно от Цхинвали. Според грузински източници те били атакувани от руски части в 6.00 часа, при което са изоставили своите позиции.
След като отблъскват грузинските войски от Южна Осетия, руските военни пренасят бойните действия на територията на Грузия. Първоначално руски бомбардировач Су-24 пуска две бомби над военновъздушната база Вазиани, а по-късно и военното летище Марнеули край Тбилиси. При въздушния удар над Марнеули загиват 4 души, а при Вазиани – трима военни. В хода на действията са проведени въздушни атаки срещу цели във и край Гори и Сенаки. Част от тях довеждат до цивилни жертви.
Междувременно в Абхазия руски и абхазки военни части отварят втори фронт.

#### През Абхазия в Западна Грузия
В Абхазия руските части са прехвърлени чрез влакове по ремонтираната през май от руски войници жп линия. Освен части на 58-руска армия настъпват, чеченските специални части „Изток“ и „Запад“ и абхазкото опълчение, под командването на министъра на отбраната на Абхазия Алексадър Мелник.
Настъплението се извърша в две посоки: към Зугдиди в Западна Грузия и в кодорското дефиле – единственият регион от Абхазия, останал под контрола на централната власт на Грузия след Абхазката война от 1992 – 1993 г., както и седалище на законното Правителство на Абхазката Автономна Област, оглавявано от Малхас Акишбая. В резултат правителствените части са прогонени от Абхазия в изгнание и осъществяват дейността си от Тбилиси.

#### Морска блокада в Черно море
Според руски медии на 9 август руският черноморски флот извършва морска блокада на Грузия, като при това потапя един ракетен катер на грузинския ВМФ. Според руските ВМФ, чрез блокадата трябва да бъдат спрени евентуални оръжейни доставки. Според РИА Новости, блокадата е извършена на 10 август. Руският флот извършва и десант в абхазки пристанища.

### Войната в мрежата
Атаките в кибер пространството започнаха още преди да започнат военните действия. Така в края на юли за повече от 24-часа беше блокиран сайтът на грузинския президент Саакашвили.

## Последствия

### Френски мирен план
1. да не се прибягва до използване на сила,
2. да се прекратят военните действия,
3. свободен достъп до хуманитарна помощ,
4. въоръжените сили на Грузия да се върнат по местата на постоянното им дислоциране,
5. въоръжените сили на Русия се изтеглят до линията, предшестваща началото на бойните действия и до създаването на международни механизми руските миротворчески сили да вземат допълнителни мерки за сигурност,
6. начало на международно обсъждане на въпросите на бъдещия статут на Южна Осетия и Абхазия и пътищата за осигуряване на трайната им сигурност[73]

### След примирието
На 20 август 2008 година руски войски контролират все още голяма част от Грузия, черноморския град Поти и региона, където разрушават военна инфраструктура и са потопили най-малко седем, акостирали в пристанището кораби на грузинската брегова охрана.
Въпреки обявеното изтегляне на руските военни, на 19 август Русия контролира все още голяма част от централна Грузия, американски източници съобщават за разполагането на тактически ракети с малък обсег ОТР-21 в Южна Осетия, а кореспонденти на ББС за руски бронирани машини и артилерийски установки в село Игоети, отстоящо на 35 км от Тбилиси.

### Бежанци и жертви
След първоначалните сведения за 1600 загинали в Южна Осетия, Русия в крайна сметка обявява, че загиналите цивилни са 133. Южноосетинското правителство съобщава за 1492 убити, но според организацията Хюман Райтс Уотч тези данни са силно завишени.
В доклад на същата организация има данни за извършени престъпления срещу цивилни, както от руска така и от грузинска страна във войната.
Според комисия на руската следствена служба загиналите военни са 64, а 19 се водят безследно изчезнали. При нападението на грузинската армия между 24 000 и 30 000 граждани на отцепилата се Южна Осетия бягат към Северна Осетия, която се намира на територията на Руската федерация. Близо 12 000 от тях се завръщат по домовете си след отстъплението на грузинските войски.
Според представители на правозащитната организация „Хюман Райтс Уоч“ първоначалните данни за броя на цивилните жертви в Цхинвали са били преувеличени. Броят на жертвите само в Цхинвали наброява най-малко 40 души, но се очаква броят да расте, тъй като много от цивилните са погребали загиналите си роднини, без да ги обявяват за загинали.
При последвалото настъпление на руските войски над 100 000 грузинци напускат домовете си. Сред загиналите при атака на руските ВВС на 12 август над обезлюдения град Гори са и двама журналисти. По време на бомбардировките на Цхинвали загива гръцки гражданин.
Грузия обвинява Русия в етническо прочистване и нарушаване на Международната конвенция за премахване на всички форми на расова дискриминация от 1965 г. и иска защита на своите граждани от насилствените действия на руските въоръжени сили. Според „Хюман Райтс Уоч“ във войната Русия използва касетъчни боеприпаси, като поне 11 цивилни са убити при руски нападения над Гори и Руиси с такива.
На 14 август с два самолета, натоварени в американската база в Рамщайн Германия, започва обявената по-рано от американския президент хуманитарна помощ. Допълнително е доставена и помощ от американски военни кораби в пристанищата Батуми и Поти.
Според председателя на грузинската парламентарната комисия за отбрана и сигурност Гиви Таргамадзе, общият брой на грузинските жертви са 217, от тях 15 полицаи, 133 войници и 69 цивилни, 70 грузински войници са безследно изчезнали, а 1469 цивилни граждани са ранени.
По данни на Върховния комисариат на ООН за бежанците (UNHCR), общият брой на бежанците в региона е около 158 хил. души, според българския зам. външен министър Милен Керемедчиев, който е на официално посещение там, само в Централна Грузия има над 100 хиляди.

#### Престъпления срещу грузинци
След руската офанзива, придружена от паравоенни образувания на осетинци, абхазци и казаци и спирането на огъня на 11 август, грузинското население в Абхазия, Южна Осетия и в обявените и контролираните от Русия зони за сигурност е подложено на „военни престъпления и тежки нарушения на човешките права“.
Така например оцелели от грузинското село Тквиави съобщават за мародиращи, плячкосващи, подпалващи осетинци, според някои дори чеченци и казаци, които дори „прерязвали гърлата на мирното население“. Според журналисти на Асошиейтед Прес осетински нередовни формирования нарочно изгарят домовете на грузинци, за да не могат те да се завърнат на територията им. Осетинският вътрешен министър Рашид Нургалиев е наредил предприемане на „твърди и решителни мерки“ срещу мародерите,
като двама от тях са показно разстреляни. Според репортери на Дейли Телеграф обаче плячкосванията продължават в района на Гори, понякога подстрекавани от руски войници.
Южноосетинският президент Едуард Кокойти заяви, че на грузинкото население, напуснало Южна Осетия по време на боевете, няма да бъде позволено да се завърне по домовете си, а на тези грузинци, които са останали в областта, ще бъде осигурен „хуманитарен коридор“, за да я напуснат. Преди това Кокойти заяви публично за унищожените грузински села: „Ние там всичко изравнихме със земята“.

#### Престъпления срещу осетинци
Един от кореспондентите на Първи руски канал съобщава, че грузинската армия умишлено използва неточни оръжия (като БМ-21), за да унищожи напълно Цхинвали и „да затрие жителите му от лицето на Земята“ понеже „без Цхинвали Южна Осетия не би съществувала“. Председателят на следствения комитет, Александър Бастрикин, заявява, че свидетели са съобщили за грузински войници, хвърлящи касетъчни муниции в укрития на цивилни, а руски следователи са открили труп на бременна жена, простреляна в главата. При бомбардировката над Цхинвали на 7 срещу 8 август грузинците са обстрелвали и пътна артерия, по която са се евакуирали бежанци.

### Военни последствия
Във войната на грузинската армия е нанесено тежко поражение, както от страна на руските, така и от южноосетинските войски. Според грузинците са загинали 215 войници, но броят им вероятно е по-голям, тъй като Втора и Четвърта (най-мощната в грузинската армия) бригади са били почти изцяло унищожени. Според друга агенция Първа и Втора бригади, както и Танковият батальон в Гори и артилерийските поделения вече не са боеспособни. След като призна Абхазия и Южна Осетия, Русия вероятно ще разположи там свои военни бази, като се очакваше договорът с Южна Осетия да бъде подписан на 2 септември. Въпреки това договор все още не е подписан, а руски кораби в пристанището няма. Според адмирал Едуард Балтин от Руския ВМФ в Сухуми могат да се разположат до 30 кораба – ракетни и противоподводни катери, както и минопочистващи кораби. Някои абхазки и руски политици и военни споделиха идеята и за разполагането на военноморски бази в Сухуми и/или Питсунда.

### Напрежение в Черно море
Русия критикува доставката на хуманитарна помощ от американски и полски военни кораби и тяхното навлизане в Черно море. В отговор са изпратени крайцерът „Москва“ и корветата „Ивановец“ (954), които акостират пред Сухуми.
Допълнително Русия критикува, според нея непрекъснато увеличаващият се брой натовски кораби в Черно море. През август в източното Черно море близо до Румъния и България се извършват годишни учения на Standing NATO Maritime Group 1.

### Икономически последствия
Първите последствия от войната върху руските финансови пазари се забелязват още на 8 август чрез 6-процентовия спад на фондовия пазар на главния индекс РТС, като в 12.45 часа той пада до най-ниското си ниво (1,732.26) от май 2007 година насам. Курсът на руската рубла отбелязва спад от 1%, спрямо другите валути. В следващите няколко седмици се забелязва и изтеглянето на капитали на стойност над $ 30 млрд. долара от Русия. Конфликтът се сочи от анализатори като една от причината за намаляването на руския златен резерв.
За грузинския финансов пазар негативни последствия се забелязват при промяната на кредитния рейтинг от страна на Fitch Ratings от ББ – на Б + и Standard & Poor's
Грузия не разполага със значителни петролни или газови залежи, но е от стратегическо значение за техния транзит най-вече от Азербайджан към Европа и Америка, заобикаляйки Русия. Страховете са, че войната ще се отрази на доставките по петролопровода Баку-Тбилиси-Джейхан (Baku-Tbilisi-Ceyhan, накратко BTC). Подаването по петролопровода BTC беше спряно на 6 август, след атентат на кюрдската работническа партия, а войната постави опериращата компания Боташ (Botas International Ltd) пред допълнителни предизвикателства. Грузия обвини пряко Русия в опит да установи контрол и над този петролопровод. На 8 август руските военновъздушни сили бомбардират пристанището на Поти, през което се осъществява главно експортът на енергийните източници, вследствие на което и по другия петролопровод Баку-Супса се спира подаването на нефт. На 12 август BP, оператора на главните петролопроводи през Грузия, затваря от съображения за сигурност за неопределено време петролопроводите „Баку-Супса“, BTC както и „Южно-кавказкия газопровод“
Цената на нефта не е засегната, като на 8 август 2008 котировките на Нюйоркската борса дори спадат с $4.82 на $115.20 за барел.
Признаването на 26 август на независимостта на двете сепаратистки области от Русия води до допълнителен срив на руската фондова борса, като стойността на индекса РТС бележи спад от 6 процента.
От разрушените комуникации и инфраструктура в Грузия, Армения губи над 500 милиона долара.
За възстановяването от войната Европейската комисия отпуска 500 милиона евро на Грузия (вкл. на Южна Осетия и Абхазия, които ЕС разглежда като част от Грузия) като помощ за бежанците, за икономическото възстановяване и за изграждането на нова инфраструктура. По-рано САЩ обявяват, че ще предоставят помощ от 1 млрд. долара на Грузия. Още на 18 август руският вицепремиер Алексей Кудрин заявява, че ще отделят 10 млрд. рубли за възстановяването на Южна Осетия.

### Международна реакция
Лидерите на почти всички бивши членки на СССР в Европейския съюз, Полша, Великобритания и Швеция безпрекословно осъждат действията на Русия в Грузия. Същото прави и САЩ.
Срещу действията на Грузия и в подкрепа на руските операции се обявяват държавните глави на Венецуела, Сирия, Куба, както и страните от ШОС – Китай, Казахстан, Киргизстан, Таджикистан и Узбекистан. Никарагуа също изказва своята подкрепа за Русия и на 3 септември признава двете републики като независими държави.
Чешкият президент Вацлав Клаус заявява „С отделянето на Косово Русия получи оправдание на действията си“. Българските лидери запазват мълчание и предпочитат да излязат с позиция по въпроса, след като бъде постигната единна линия в Европейския съюз.
На 26 август 2008, само един ден след като долната и горната камара на руския парламент единодушно призовава за признаването на Абхазия и Южна Осетия, руският президент Димитрий Медведев признава двете сепаратистки републики, нарушавайки точка 6. от подписаното в началото на август 2008 руско-френско споразумение. В отговор Грузия обявява, че прекъсва дипломатическите си отношения с Русия, и че нейните интереси в Русия, ще се представляват от трета страна.
След едностранното признаване на независимостта на двете области от страна на Русия, страните от НАТО остро осъдиха Русия. Те отхвърлиха възможността за признаване и призоваха Русия да се отметне от решението си. На срещата страните от т.нар. „Шанхайска група“ се изказаха за мирно решаване на конфликта в рамките на ООН и подкрепиха „мироопазващите усилия на Русия в Кавказ“. Други традиционни съюзници на Русия, като Сърбия, не са заели позиция, а Беларус изразява „моралната си подкрепа“ и се очаква също да признае двете републики.

## Становище на Русия и Грузия относно към конфликта
Според грузинския президент Михаил Саакашвили Русия се опитва „да свали демократично избраното правителство от власт“ и „да смаже демокрацията“.
Руският президент Дмитрий Медведев казва в изявление, че целта на Русия е „да върне Грузинската страна към мира“ и „да защитава живота и достойнството на руските граждани, независимо къде се намират те“.